# Donald Byrne
Donald Byrne (Nova Iorque, 12 de junho de 1930 – Filadélfia, 8 de abril de 1976) foi um professor universitário estadunidense e jogador de xadrez. Ele detinha o título de Mestre Internacional e competiu por seu país nas Olimpíadas de Xadrez em várias ocasiões.

## Biografia
Nascido na cidade de Nova York, Byrne era professor de inglês. Ele lecionou na Pennsylvania State University de 1961 até sua morte, tendo sido convidado para ensinar e treinar o time de xadrez do time do colégio. Antes de seu tempo na Penn State, ele foi professor na Valparaiso University em Indiana.
Ele era um competidor no clube de xadrez dirigido pelo treinador de xadrez do Brooklyn e mestre John W. Collins. Collins escreveu sobre seus alunos no livro My Seven Chess Prodigies, que apresenta os irmãos Byrne, Donald e Robert (veja mais abaixo), e o jovem Bobby Fischer.
Byrne morreu na Filadélfia de complicações decorrentes do lúpus. Ele foi introduzido no US Chess Hall of Fame em 2003.

## Carreira no xadrez
Byrne venceu o US Open Chess Championship em 1953 em Milwaukee e nessa época alcançou a segunda maior classificação nos Estados Unidos, atrás de Samuel Reshevsky, contra quem Byrne tinha um recorde de vitórias. Ele recebeu o título de Mestre Internacional da FIDE (Federação Mundial de Xadrez) em 1962 e jogou ou foi capitão de cinco equipes das Olimpíadas de Xadrez dos Estados Unidos entre 1962 e 1972. Em 1972, ele liderou uma equipe representando a Pennsylvania State University (o restante da equipe foi ex-aluno) para o US Amateur Team Championship na Filadélfia. A equipe vencedora da Penn State consistia em Byrne, Dan Heisman, Steve Wexler, Bill Bickham e Jim Joachim (alternativo). O irmão mais velho de Byrne, Grão-mestre Robert Byrne, também era um jogador importante da época.
Byrne foi um grande embaixador do xadrez estaduindense, aparentemente em boas relações com jogadores de ambos os lados da Cortina de Ferro. Na Olimpíada de Xadrez de 1966 em Havana, Cuba, Bobby Fischer, membro da Igreja de Deus Mundial, não competia aos sábados, e os oficiais do torneio sabiam disso, mas agendaram seu primeiro jogo contra um jogador soviético no sábado, levando a acusações e temperamentos das equipes dos EUA e da União Soviética e dos oficiais do torneio. A diplomacia e as habilidades de comunicação de Byrne e o respeito que todos os jogadores tinham por sua integridade foram suficientes para que o jogo fosse remarcado com todos salvando sua aparência. O torneio continuou sem mais incidentes. Anfitrião Fidel Castro deu a Byrne um jogo de xadrez lindamente entalhado à mão para agradecê-lo.
Byrne foi repetidamente convidado por seus companheiros para ser o capitão, por causa de sua perspicácia interpessoal e sua natureza generosa e prestativa. Ele rotineiramente ajudava todos os jogadores a analisar seus jogos durante os adiamentos e repetidamente conseguia fazer o temperamental Fischer "relaxar e jogar", como dizia a Fischer quando o estresse ameaçava sua participação contínua nos torneios.

O Jogo do Século

No final dos anos 1950, Byrne contraiu lúpus, uma doença autoimune que levou à morte de seus rins e o tornou alérgico ao sol. Ele era conhecido no campus por seu chapéu Stetson marrom de aba larga. Ele costumava contar histórias sobre suas façanhas no xadrez, muitas vezes ficando vermelho de tanto rir. Uma história ocorreu no torneio Rosenwald de 1956 durante o Jogo do Século entre Byrne e Bobby Fischer. Fischer estava ganhando o jogo de forma decisiva, e Byrne perguntou a alguns dos outros jogadores se seria uma boa "ponta do chapéu" para o excelente jogo de Fischer permitir que o jovem Fischer jogasse contra um xeque-mate em vez de Byrne renunciar, o que normalmente aconteceria entre mestres. Quando os outros jogadores concordaram, Byrne jogou o jogo até Fischer dar o xeque-mate nele. Byrne acrescentou: "Você tem que lembrar, Bobby ainda não era Bobby Fischer naquela época", o que significa que Fischer, então com 13 anos, era "apenas" um mestre, e ainda não o prodígio de 14 anos e top dos EUA jogador que se tornou no ano seguinte. Duas outras histórias de Byrne postadas online: Fischer and the Border Patrol e The Hustler Gets Byrned.
Como jogador, Byrne popularizou a linha... a5 no Ataque Iugoslavo na Variação do Dragão da Defesa Siciliana. Contra 1. d4, ele frequentemente preferia jogar a Defesa Gruenfeld. Como branco, ele preferiu usar a abertura inglesa.

## Jogos notáveis
- No jogo seguinte, Byrne vence o eterno candidato ao Campeonato Mundial Efim Geller:

Geller vs. D. Byrne, Moscou 1955 1.e4 c5 2.Cf3 d6 3.d4 cxd4 4.Cxd4 Cf6 5.C3 g6 6.Be3 Bg7 7.f3 Nc6 8.Qd2 0-0 9,0-0-0 Be6 10.Rb1 Tc8 11.g4 Qa5 12.Nxe6 fxe6 13.Bc4 Cd8 14.Be2 Cd7 15.Bd4 Ne5 16.f4 Ndc6 17.Bxe5 dxe5 18.f5 Cd4 19.fxg6 hxg6 20.Rhf1 Rf4 21.g5 b5 22.Bd3 Tcf8 23.Qg2 b4 24.Ne2 Qc5 25.Qh3 Tf3 26.Txf3 Txf3 27.Qg4 Txd3 28.Rc1 Td1 29.c3 Txc1 + 30.Rxc1 Nxe2 + 31.Qxe2 bxc3 32.Qg2 cxb2 + 33.Rxb2 Qb4 + 34.R5 35..Qg4 Qc5 + 36.Rb3 Qb6 + 37.Rc3 a4 38.h4 Qd4 + 39.Rc2 Qf2 + 40.Rd3 Qxa2 41.h5 Qb3 + 42.Rd2 gxh5 0–1
- Neste jogo, Byrne dá a Samuel Reshevsky, que conquistou a vitória do torneio na rodada anterior, sua única derrota em um torneio mais conhecido pela vitória de Bobby Fischer no "Jogo do Século" sobre Byrne:

D. Byrne vs. Reshevsky, Terceiro Troféu Rosenwald 1956 1.d4 Nf6 2.c4 c5 3.d5 e6 4.Nc3 exd5 5.cxd5 d6 6.e4 a6 7.a4 g6 8.Nf3 Bg4 9.Be2 Bf3 10.Bf3 Nbd7 11.0-0 Bg7 12.Bf4 Qc7 13.Tc1 0-0 14.b4 Rfe8 15.a5 Qb8 16.bxc5 Nxc5 17.Na4 Nxa4 18.Qxa4 Qd8 19.Qxb4 Bf8 20.h3 Rb8 21.Rfe1 b6 22.axb6 Qxb6 23.Qxb6 Rxb6 24.e5 dxe5 25.Bxe5 Ba3 26.Rcd1 Bb2 27.Bc7 Rxe1 28.Rxe1 Rb4 29.Tb1 Bc3 30.Rb4 Bxb4 31.d6 Bc3 32.Bc6 Be5 33.g3 g5 34.Bd8 Rg7 35.d7 h5 36.Ba5 Cd7 37.Bxd7 Rg6 38.Rg2 f5 39.Bc8 g4 40.h4 f4 1–0